# 1933 a légi közlekedésben
Ez a lista az 1933-as év légi közlekedéssel kapcsolatos eseményeit tartalmazza.

## Események
- Kelly Johnson havi 83 dolláros fizetéssel, szerszámtervezői beosztásban belép a Lockheed repülőgépgyártóhoz. Később világhírű tervezőmérnökké válik, többek között az ő munkája az F–80 Shooting Star, az F–104 Starfighter és a Skunk Works titkos gyáraiban elkészült U–2 és SR–71 Blackbird.
- Adolf Galland későbbi második világháborús ászpilóta részt vesz egy szigorúan titkos olaszországi repülőkiképzésen – Németországnak ebben az időben a Versailles-i békeszerződés értelmében még nem lehetett légiereje.
- Arkagyij Svecov továbbfejleszti a Wright R–1820–F3 Cyclone konstrukcióján alapuló Svecov AS–62 kilenc hengeres léghűtéses csillagmotort. Kétfokozatú mechanikus feltöltővel látja el és javítanak az elektromos gyújtórendszeren.
- május 20. – Hava Yolları Devlet Işletmesi Idaresi (Állami Légitársasági Irányítóközpont) néven megalakul a Turkish Airlines elődje. Augusztusban első járatait elindítja Isztambulba, Ankarába és Eskişehirbe.
- szeptember – Muroc Lake Bombing and Gunnery Range néven megalakul az Edwards légitámaszpont.
- október 7. – Az Air Orient, az Air Union, a Compagnie Générale Aéropostale, a Compagnie Internationale de Navigation Aérienne és a Société Générale de Transport Aérien összeolvadásával megalakul az Air France.

## Első felszállások
- PWS–54 egyetlen prototípusa
- május – PZL P.24 prototípusa